# Mezgovci, Sveti Tomaž
Mezgovci so naselje v Občini Sveti Tomaž.

## Lega
Mezgovci so razloženo naselje v povirju Sejanskega potoka, vzhodno od razgledne točke Gomile. 

## Zanimivosti
Kapela v vasi je iz 19. stoletja. V vaškem grbu imajo krajani jabolko. Za simbol vasi so ga izbrali, ker je v teh krajih sadjarstvo imelo pomembno vlogo.